# 7 Seconds
7 Seconds är ett amerikanskt hardcoreband från Nevada, USA. Bandet bildades 17 januari 1980 av Marvelli-bröderna Kevin Seconds och Steve Youth samt Borghino-bröderna Tom Munist och Dim Menace. 2 mars 1980 hade de sin första livespelning.

## Biografi
7 Seconds var ett av de band som höll uppe straight edge-kulturen och den så kallade Youth Crew-genren under 1980-talet. 
De har släppt ett otal album sen 1981, bland andra The Crew; Walk Together, Rock Together; New Wind; Good to Go, Take It Back, Take It On, Take It Over
De har också varit med på ett flertal samlingsalbum, såsom "Cleanse the Bacteria", "Not So Quiet On the Western Front," "Something to Believe In," och "Another Shot from Bracken."
Under slutet av 1980-talet växte bandet musikaliskt, då de upptäckte och utforskade musiken, på senare tid har de dock återgått till sitt ursprungliga punkiga hardcore-sound. Deras senaste album heter Take It Back, Take It On, Take It Over!.

## Diskografi

### Demos
- 1980 (kassett), 1980
- Drastic Measures (kassett), 1980
- Socially Fucked Up (kassett), 1981
- Three Chord Politics (kassett), 1981

### 7" EP
- Skins, Brains and Guts (Alternative Tentacles, 1982)
- Committed For Life (Squirtdown, 1983)
- Blasts From the Past (Positive Force, 1985)
- Happy Rain/Naked (Eating Blur, 1993)
- Split With Kill Your Idols (SideOneDummy, 2004)

### Album
- The Crew (Better Youth Organization, 1984)
- Walk Together, Rock Together (Positive Force/BYO, 1985)
- New Wind (Positive Force/BYO, 1986)
- Praise [four-song EP] (Positive Force/BYO, 1986)
- Live: One Plus One (Positive Force/Giant, 1987)
- Ourselves (Restless, 1988)
- Soulforce Revolution (Restless, 1989); #153 on the 1989 Billboard 200
- Old School (Headhunter/Cargo, 1991)
- Out the Shizzy (Headhunter/Cargo, 1993)
- alt.music.hardcore (Headhunter/Cargo, 1995)
- The Music, The Message (Immortal/Epic, 1995)
- Good To Go (SideOneDummy, 1999)
- Scream Real Loud (SideOneDummy, 2000)
- Take It Back, Take It On, Take It Over! (SideOneDummy, 2005)

### Samlingsskivor
- Not So Quiet On The Western Front (MRR/Alternative Tentacles, 1982)
- We Got Power: Party Or Go Home (Mystic, 1983)
- Something To Believe In (BYO, 1984)
- Nuke Your Dink (Positive Force, 1984)
- Cleanse The Bacteria (Pusmort, 1985)
- Another Shot For Bracken (Positive Force, 1986)
- Four Bands That Could Change The World (Gasatanka, 1987)
- Flipside Vinyl Fanzine, vol. 3 (Flipside, 1987)
- Human Polity (One World Communications, 1993)
- The Song Retains The Name, vol. 2 (Safe House, 1993)
- Ten Years Later (Bossa Nova, 1997)
- Short Music For Short People (Fat Wreck Chords, 1999)